# Grenze zwischen Kenia und Uganda

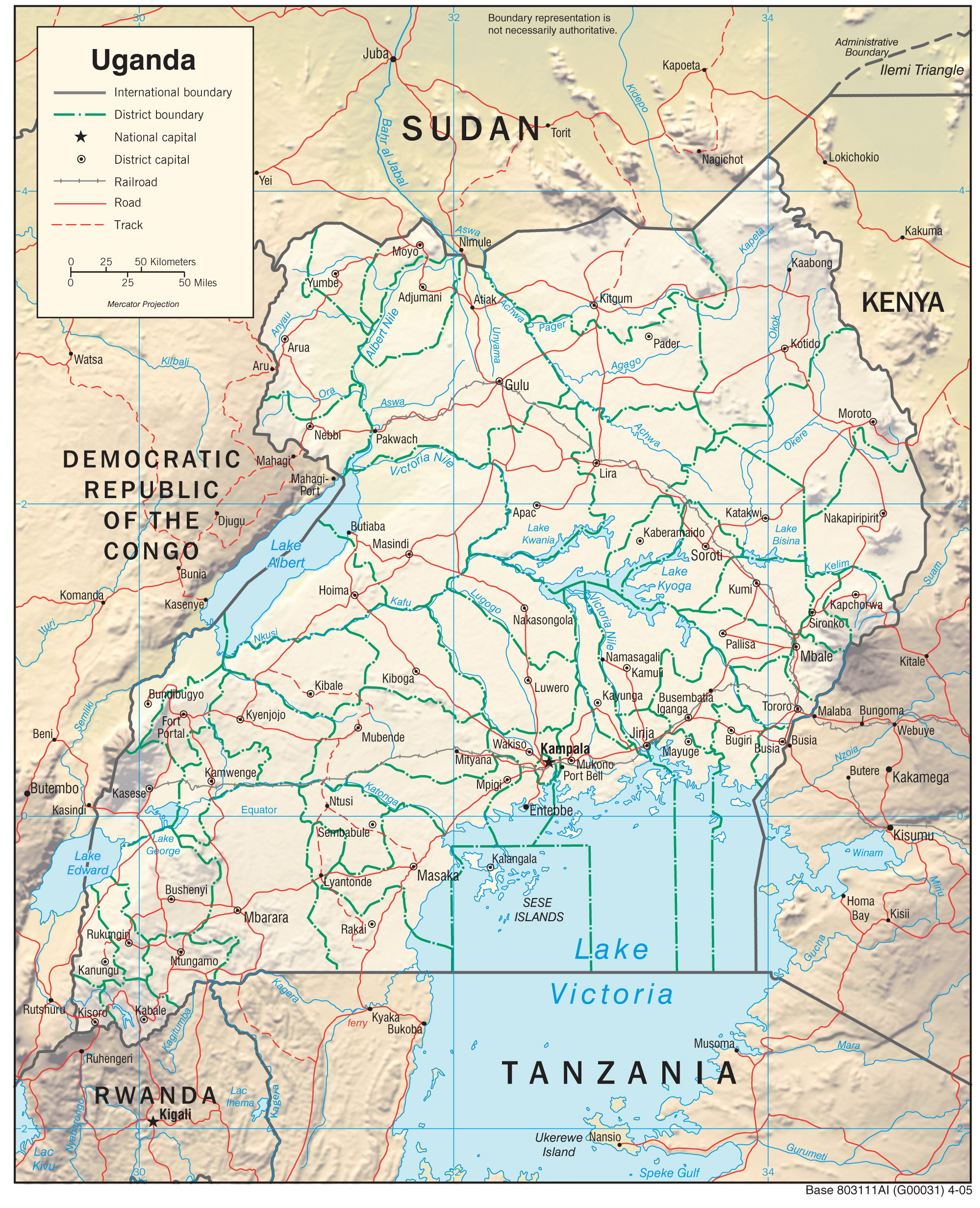
Uganda, die Grenze zu Kenia als schwarze Linie rechts

Die Grenze zwischen Kenia und Uganda trennt als internationale Landgrenze diese beiden Staaten. Die Länge der Grenze wird mit 933 oder 814 km angegeben. Die Grenze verläuft vom Dreiländereck mit dem Südsudan zum Dreiländereck mit Tansania.

## Geschichte

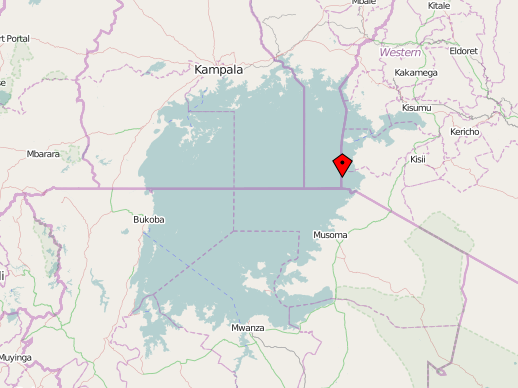
Lage der Insel Migingo

Kenia stand seit dem Ende des 19. Jahrhunderts unter britischem Protektorat und wurde 1920 zur Kolonie Kenia als Teil von Britisch-Ostafrika. Kenia erlangte am 12. Dezember 1963 die Unabhängigkeit.
In Uganda wurde 1894 das Königreich Buganda zu einem Protektorat des Vereinigten Königreichs. Im Folgejahr wurde Britisch-Ostafrika errichtet, das auch Kenia umfasste. Das britische Herrschaftsgebiet im heutigen Uganda wurde in der Folge auf das ganze Land ausgeweitet, jedoch blieb das Königreich Buganda als Protektoratsstaat erhalten. Am 8. Oktober 1962 wurde Uganda unabhängig. Von 1971 bis 1979 stand es unter dem brutalen Regime von Idi Amin, der nach einem Krieg mit Tansania gestürzt und durch seinen Vorgänger Milton Obote abgelöst wurde, bis auch dieser 1986 gestürzt wurde. Auch im Norden Ugandas kam es bis 2008 zu größeren Unruhen.
1886 stimmten das Vereinigte Königreich und das Deutsche Kaiserreich ihre Interessengebiete in Ostafrika ab. 1890 wurde der Vertrag zwischen dem Deutschen Reich und dem Vereinigten Königreich über die Kolonien und Helgoland (sogen. Helgoland-Sansibar-Vertrag) geschlossen, in dessen Artikel 1 das deutsche Einflussgebiet durch den 1. südlichen Breitengrad begrenzt und damit Uganda und Kenia dem Vereinigten Königreich zugeordnet wurden.
Als Ergebnis des Ersten Weltkriegs kam der größte Teil Deutsch-Ostafrikas als Mandatsgebiet des Völkerbunds im Vertrag von Versailles unter die Verwaltung des Vereinigten Königreichs. Die Grenze zwischen Kenia und Uganda innerhalb Britisch-Ostafrikas wurde 1926 durch den Kenya Colony and Protectorate (Boundaries Order in Council 1926) festgelegt. Die ugandische Rudolf-Provinz, die dem heutigen kenianischen Turkana County entspricht, kam dabei von Uganda an Kenia. 1932 wurde vereinbart, dass der Karasuk, ein kenianisches Gebiet westlich des Flusses Suam oder Turkwel, vom angrenzenden ugandischen Distrikt Karamoja verwaltet werden sollte. Durch eine Vereinbarung vom September 1970 kam der Karasuk wieder unter kenianische Verwaltung. Um die kleine, aber für den Fischfang bedeutsame Insel Migingo in der Nähe von Pyramid Island (Kenia) im Victoriasee kam es zu einem Grenzkonflikt, zu dessen Lösung eine gemischte Kommission eingerichtet wurde.

## Grenzverlauf
In der Anlage zur Grenzregelung aus dem Jahr 1926 ist die Grenze ausgehend vom Dreiländereck im Victoriasee (1 Grad südliche Breite, rund 33°56‘ östliche Länge, als genaue Koordinaten werden 0°59'24"S, 33°55'48"O angegeben) zur Mündung des Flusses Sio festgelegt. Sie folgt dabei einer geraden Linie bis zur Westspitze von Pyramid Island und setzt sich geradlinig zur Westspitze von Ilemba Island und weiteren geraden Linien zur Westspitze von Kiringiti Island und zur Westspitze von Mageta Island fort. Von dort führt sie geradlinig nach Nordwesten zur Südspitze von Sumba Island und am südwestlichen und westlichen Ufer der Insel entlang zu deren Nordspitze und von dort aus geradlinig nach Nordosten zur Mitte der Mündung des Sio. Die Grenze setzt sich von der Mündung des Sio zum Mount Elgon dergestalt fort, dass sie der Flussmitte des Sio bis zur Einmündung des Sango folgt, weiter dem Sango bis zu dessen Quelle, weiter über Land und dem Fluss Alupe und dem Fluss Kame folgend und über Land zum Fluss Malaba/Lwakaka und diesen aufwärts zur Quelle und von dieser geradlinig zum Gipfel des Mount Elgon verläuft. Zwischen dem Sango und dem Alupe erfolgte eine Abmarkung mit kleineren Änderungen in den Jahren 1927 und 1933, bestätigt in einem Schreiben vom 7. März 1936. Von dort verläuft die Grenze geradlinig nach Nordosten, bis sie auf den westlichen der Quellflüsse des Suam/Turkwel trifft, und folgt dessen Lauf bis zum Zusammenfluss mit dem Fluss Bukwa, weiter nahezu geradlinig nach Nordwesten zur Quelle des Kanyerus-Flusses und am Fuß des Mount Riwa zu dessen nordwestlicher Ecke und geradlinig nach Nordwesten zum westlichen Ende des Kassauna-Hügels und am Fuß seines nordwestlichen Abhangs nach Nordosten zum Zusammenfluss der Ströme Maron und Maragat. Weiter verläuft sie den Maragat aufwärts zu seiner Quelle, von dort in gerader Linie auf den Gipfel des Murogogoi-Hügels und weiter auf dem felsigen Kamm zum Sagat-Hügel; von dort generell nach Norden in mehreren geraden Linien zum Korkurao-Hügel und zu den Hügelchen („hillock“) Kokas und Lokwamor, über den Kunyao-Fluss zum Nong'alitaba-Hügel und über den Kanyangareng-Fluss zum Kauluk-Hügel, zu den Hügelchen Morumeri und Sumemerr und zum westlichsten der als Lewi Lewi bekannten Hügelchen, sodann geradlinig nach Norden zum Fuß des westlichen Sporns des Aoruma-Hügels und am Fuß dieses Sporns zu einer Bake („beacon“), weiter geradlinig nach Nordwesten zu einer Bake am höchsten Punkt des als Kariemakaris bekannten Rückens und von dort geradlinig nach Norden zu dem als Lokuka bekannten Hügelchen und dann geradlinig zu dem als Karamuroi (Suk) oder Karithakol (Karamojong) bekannten Pass. Von diesem führt sie hinab zur Basis des Turkana-Steilhangs und der Basis des Steilhangs entlang in generell nordwestlicher Richtung zum Mount Zulia und von dort zum Dreiländereck mit dem Südsudan(4°12'36"N, 34°0'0"O).